# Scottish Division One 1912-1913
La Scottish Division One 1912-1913 è stata la 23ª edizione della massima serie del campionato scozzese di calcio, disputato tra il 17 agosto 1912 e il 30 aprile 1913 e concluso con la vittoria dei Rangers al loro ottavo titolo, il terzo consecutivo.
Capocannoniere del torneo è stato James Reid (Airdrieonians) con 30 reti.

## Stagione
Parteciparono al campionato le stesse squadre della precedente stagione.
I Rangers conquistarono il titolo alla terzultima partita vincendo 0-1 contro il Clyde e distanziando definitivamente il Celtic, nonostante la vittoria dei biancoverdi sul St. Mirren (2-1).

## Classifica finale
Fonte:
|       | Pos. | Squadra             | Pt | G  | V  | N  | P  | GF | GS |
| ----- | ---- | ------------------- | -- | -- | -- | -- | -- | -- | -- |
|       | 1.   | Rangers             | 53 | 34 | 24 | 5  | 5  | 76 | 41 |
|       | 2.   | Celtic              | 49 | 34 | 22 | 5  | 7  | 53 | 28 |
|       | 3.   | Hearts              | 41 | 34 | 17 | 7  | 10 | 71 | 43 |
|       | 3.   | Airdrieonians       | 41 | 34 | 15 | 11 | 8  | 64 | 46 |
|       | 5.   | Falkirk             | 40 | 34 | 14 | 12 | 8  | 56 | 38 |
|       | 6.   | Motherwell          | 37 | 34 | 12 | 13 | 9  | 47 | 39 |
|       | 6.   | Aberdeen            | 37 | 34 | 14 | 9  | 11 | 47 | 40 |
|       | 6.   | Hibernian           | 37 | 34 | 16 | 5  | 13 | 63 | 54 |
|       | 9.   | Clyde               | 35 | 34 | 13 | 9  | 12 | 41 | 44 |
|       | 10.  | Hamilton Academical | 32 | 34 | 12 | 8  | 14 | 44 | 47 |
|       | 11.  | Kilmarnock          | 31 | 34 | 10 | 11 | 13 | 37 | 54 |
|       | 12.  | St. Mirren          | 30 | 34 | 10 | 10 | 14 | 50 | 60 |
|       | 13.  | Morton              | 29 | 34 | 11 | 7  | 16 | 50 | 59 |
|       | 13.  | Dundee              | 29 | 34 | 8  | 13 | 13 | 33 | 46 |
|       | 15.  | Third Lanark        | 28 | 34 | 8  | 12 | 14 | 31 | 41 |
|       | 16.  | Raith Rovers        | 26 | 34 | 8  | 10 | 16 | 46 | 60 |
| [ 3 ] | 17.  | Partick Thistle     | 24 | 34 | 10 | 4  | 20 | 40 | 55 |
| [ 3 ] | 18.  | Queen's Park        | 13 | 34 | 5  | 3  | 26 | 34 | 88 |

Legenda:
      Campione di Scozia.
Regolamento:
Due punti a vittoria, uno a pareggio, zero a sconfitta.
Vigeva il pari merito. In caso di arrivo a pari punti per l'assegnazione del titolo o per i posti destinati alla rielezione automatica era previsto uno spareggio.
Note:
Il Partick Thistle e il Queen's Park furono rieletti per la stagione successiva.